# Clemens Mendonca
Clemens Mendonca (* 29. Dezember 1949 in Mangalore, Karnataka, Indien) ist eine indische Theologin und Geschäftsführende Direktorin des Institute for the Study of Religion.

## Leben
Mendonca studierte 1976 bis 1980 Katholische Theologie am St. Peter's Pontifical Institute of Theology in Bangalore (Bachelor in Theologie). Anschließend war sie zehn Jahre in der Bildung und Ausbildung im Orden Sisters of St. Anne tätig. Von 1991 bis 1993 studierte sie erneut Theologie am Pontifical Institute of Philosophy and Theology Jnana Deepa Vidyapeeth in Pune (Master of Theology). Dann wurde Clemens Mendonca dort aktives Mitglied der Ashirvad Community. Die Organisation dient dem Versöhnungsprozess von Menschen, Kulturen und Religionen in Indien und konzipiert und begleitet dafür Programme und Projekte.
Von 1997 bis 2001 absolvierte sie ein Postgraduiertenstudium in Katholischer Theologie im Arbeitsbereich Praktische Theologie/Religionspädagogik an der Eberhard Karls Universität in Tübingen. Mit ihrer Dissertation „Symbol and Interreligious Dialogue in Raimon Panikkar and their Relevance for Interreligious Education in India“ wurde sie Doktor der Theologie mit der höchsten Auszeichnung.
Seit 1993 ist Clemens Mendonca Geschäftsführende Direktorin des Institute for the Study of Religion. Daneben doziert sie bei theologischen, religionspädagogischen und katechetischen Programmen der Asiatischen Bischofskonferenz (Federation of Asian Bishop's Conferences, kurz FABC). Seit 2004 berät sie die FABC theologisch bei ökumenischen und interreligiösen Fragen. Außerdem nimmt die Expertin für Bildungs-, Kultur- und Religionsfragen in ganz Asien auch diplomatische Aufgaben in kirchlicher und bildungspolitischer Perspektive wahr. Ein Schwerpunkt in ihrer Forschungstätigkeit und Projekten ist die Rolle und Stellung der Frau im indischen multikulturellen und multireligiösen Kontext.
Mit dem Fachbereich Katholische Theologie der Universität Frankfurt besteht ein Kooperationsvertrag. In dem Rahmen fanden bisher vier interreligiöse Konferenzen gemeinsam mit Frankfurter Professoren in Pune statt.

## Veröffentlichungen
- Clemens Mendonca: Dynamics of Symbol and Dialogue: Interreligious Education in India (Tübinger Perspektiven zur Pastoraltheologie und Religionspädagogik, Bd. 13) Münster: LIT Verlag 2002
- Clemens Mendonca: Christliche Spiritualität im indischen Kontext: Der Beitrag einer Minderheitenreligion zum interreligiösen Lernen (Theologie Interkulturell, Band 19) Ostfildern: Schwabenverlag 2009
- Clemens Mendonca / Bernd Jochen Hilberath (Hrsg.): Begegnen statt importieren. Zum Verhältnis von Religion und Kultur. (= Festschrift zum 75. Geburtstag von Francis X. D'Sa) Ostfildern 2011, ISBN 978-3-7867-2897-9.